# NGC 3272
NGC 3272 est une paire d'étoiles située dans la constellation du Petit Lion. L'astronome suédois Herman Schultz (en) a enregistré la position de cette paire d'étoiles le 9 mars 1866.
La base de données Simbad, qui contient par ailleurs plusieurs erreurs d'identification, considère que NGC 3272 est la galaxie PGC 31115 située au nord-est de ces deux étoiles.